# Lyckseletravet
Lyckseletravet är en travbana strax söder om Lycksele i Västerbottens län. Den är belägen intill Lycksele flygplats.

## Om banan
1950 bildades Lycksele Travsällskap och sommaren 1955 stod tävlingsbanan färdig. Sällskapet erhöll totalisatortillstånd 1957 och samma år kördes den första travdagen med spel. Lyckseletravet har under 2012–2013 genomgått omfattande renoveringsarbeten av banan samt fått nybyggda ponnybanor. Vecka 26–27 varje år arrangeras "Travveckan" med tre tävlingsdagar, bland annat V4, V5 och V64.
Banan mäter 1000 meter, är 20 meter bred samt har ett upplopp på 200 meter. Den saknar belysning, vilket gör att det  tävlas endast på sommaren.